# Lake Guyon
Der Lake Guyon ist ein Gebirgssee im Hurunui District der Region Canterbury auf der Südinsel von Neuseeland.

## Geographie
Der Lake Guyon befindet sich rund 1 km östlich des Waiau Uwha River und rund 5 km südwestlich sowie rund 5 km nordwestlich der St James Range. Der See, der auf einer Höhe von 810 m anzutreffen ist, erstreckt sich über eine Länge von rund 2,15 km in Westnordwest-Ostsüdost-Richtung und misst an seiner breitesten Stelle rund 415 m in Südsüdwest-Nordnordost-Richtung. Dabei umfasst die Seefläche 62,2 Hektar und der Seeumfang rund 5 km.
Gespeist wird der See von verschiedenen kleinen Gebirgsbächen. An seinem nordwestlichen Ende entwässert der See über einen rund 1,5 km langen Stream in Richtung des Waiau Uwha River.

## Wanderweg
An der Nordostseite des Sees führt der von Süden kommende Wanderweg Lake Guyon Track vorbei.

## St James Conservation Area
Der See ist Teil des St James Conservation Area, das eine Fläche von 78.000 Hektar umfasst und das Land im Jahr 2008 von der Regierung gekauft und umgewidmet wurde.